# Гутьерре Фернандес де Кастро
Гутьерре Фернандес де Кастро (исп. Gutierre Fernández de Castro; упоминается в 1124—1166 годах) — дворянин и военачальник Кастильского королевства. Его карьера на королевской службе точно соответствует правлениям Альфонсо VII (1126—1157) и его сына Санчо III (1157—1158). Он служил Альфонсо VII в качестве придворного после 1134 года и майордома (1135—1138). Он был опекуном и наставником его юного сына и наследника Санчо III с 1145 года. Перед смертью он также некоторое время был опекуном маленького сына Санчо, Альфонсо VIII.
Гутьерре принимал участие в нескольких военных кампаниях по завоеванию эмирата Альморавидов к югу от Кастилии. В 1139 году по приказу короля он начал успешную осаду замка Ореха. Чаще всего он был занят обороной восточной границы от вторжения Арагона или Наварры, и для этой цели король наделил его многими королевскими поместьями в этом регионе. К концу своей жизни Гутьерре был старшим государственным деятелем семьи Кастро, и он умер до того, как соперничество его семьи с родом Лара переросло в открытую гражданскую войну в начале правления Альфонсо VIII. Несмотря на свое высокое положение при дворе и блестящую военную карьеру, Гутьерре так и не был произведен в графы, что было самым высоким титулом, который носила кастильская аристократия в XII веке.

## Семья и ранняя жизнь
Гутьерре, который не мог родиться намного раньше 1100 года, был старшим сыном Фернандо Гарсия де Ита и его первой жены Тегридии, кузины графа Родриго Фернандеса и родственницы могущественного графа Педро Ансуреса. У него был родной брат, Родриго Фернандес. Гутьерре, вероятно, был старшим братом. После 1125 года их отец, Фернандо, исчезает из исторических хроник. Хотя его смерть не зафиксирована, его сыновья отправились без него, чтобы принести оммаж новому королю Кастилии Альфонсо VII, в 1126 году, после смерти королевы Урраки. Согласно Chronica Adefonsi imperatoris («Хроника Императора Альфонсо»), истории правления Альфонсо, братьев Гутьерре и Родриго сопровождал не их отец, а их дядя, Гарсия Гарсес де Аза. Хотя некоторые авторы предполагают, что Гутьерре был выскочкой, и он, и его брат заключили выгодные браки с дочерьми высшей знати за несколько лет до того, как они заняли видное положение при королевском дворе, и, очевидно, считались высокородными.
В начале 1120-х годов Гутьерре Фернандес женился на женщине из графства Алава, Тоде Диас, дочери Диего Санчеса, и Эндеркине Альварес, дочери Альвара Диаса де Ока и Терезы Ордоньес. Тода родилась до 1109 года, так как к тому времени ее отец уже умер. 5 ноября 1124 года Гутьерре и Тода получили половину земель, принадлежащих её бабушке Терезе, в Кинтанилья-Родано, Кинтана-Фортуно и Сотопаласиосе. В 1125 году Гутьерре и его жена обнародовали фуэро (феодальный статут), регулирующий их поместье в Сан-Себриан-де-Кампос. Это единственный сохранившийся некоролевский фуэро в правление королевы Кастилии Урраки. Фуэро перечислил обязательства арендаторов. Они должны были оказывать различные услуги (sernas) два дня в месяц на поместье. Они включали в себя вспашку, жатву, обмолот, рытье и обрезку. Их господин должен был снабжать их хлебом и вином во время каждой серны, но он должен был им только мясо на восемь из двадцати четырех серн в течение года. Арендаторы должны были предоставлять мандадерию (обязанность курьера) не чаще одного раза в год. Если послание будет доставлено более чем за один день, Господь даст ему пищу. Наказанием за непредоставление услуг был штраф. Помимо Сан-Себриана, Гутьерре владел землями в Кастрохерисе, «традиционной крепости» его семьи, где его отец и мать владели значительными владениями и откуда семья получила свое название. Гутьерре также владел землей в Арконаде.
Существует некоторая путаница между Гутьерре де Кастро и более ранним Гутьерре Фернандесом (упоминается в 1089—1117 годах), который был майордомом королевы Урраки. Медиевист Агустин Убьето Артета утверждает, что Гутьерре был пажом или оруженосцем (латинское armiger, возможно, alférez) короля Альфонсо VI (1065—1109), что хронологически невозможно. Он считал, что Гутьерре служил мажордомом королевы Урраки и был наставником молодого Альфонсо VII. Но в этом он путает главу рода Кастро с более ранним Гутьерре Фернандесом. Американский историк Бернард Рейли также путает майордома короля Альфонсо VII с более ранним майордомом королевы Урраки. Ранние историки, такие как Эстебан де Гарибай-и-Замаллоа и Пруденсио де Сандоваль, также путали их, будучи введенными в заблуждение историками XIII-XIV веков. Самый ранний из них, Лукас Туйский, говорит, что вскоре после 1100 года король Альфонсо I Арагонский и Наваррский напал на церковь Сан-Исидоро де Леон для того, чтобы забрать его драгоценные камни и золотые и серебряные сокровища, но церковь была успешно защищена Гутьерре Фернандесом, «наследником Кастилии» (heredero de Castilla). Хотя Лукас считал, что это был Гутьерре де Кастро, хронологически это невозможно, так как последний был бы всего лишь маленьким ребенком. Вскоре после того, как Лукас Туйский написал, Родриго Хименес де Рада в своей Historia de rebus Hispaniae («история испанских вещей») говорит, что Гутьерре Фернандес де Кастро и Гомес Гонсалес де Мансанедо защищали права магнатов против графа Педро Гонсалеса де Лары, любовника королевы Урраки. Развивая историю Родриго Хименеса столетием позже, Primera Crónica General («первая генеральная хроника») связывает Гутьерре с провозглашением Альфонсо VII королем в оппозиции к его матери Урраке, хотя это было сделано графом Педро Фройласом де Траба.

## Двор Альфонсо VII
Гутьерре регулярно посещал двор король Альфонсо VII только в 1134 году, но с тех пор и до конца своего правления он подписывался в качестве свидетеля на 497 из 807 известных королевских хартий. Документы называют его «великим при императорском дворе» (magnus in corte imperatoris). Самое раннее появление Гутьерре при дворе короля Альфонсо произошло по случаю королевского пожертвования церкви Бургоса 12 июля 1128 года. Гутьерре подписал пожертвование в первой колонке, сразу после четырех графов, которые присутствовали (Педро Гонсалес де Лара и его брат Родриго Гонсалес, Родриго Мартинес и Педро Лопес). С самого начала своей общественной карьеры он был известным среди дворян второго ранга (то есть не графов). Его первой важной общественной обязанностью в 1131 году была дипломатическая миссия к Сайфу аль-Дауле, мусульманскому правителю Руэда-де-Халон, который хотел защитить Альфонсо от вторжения Альморавидов из Марокко.
Гутьерре Фернандес де Кастро стал майордомом Альфонсо VII в начале 1135 года (конечно, к февралю), и он занимал этот пост до осени 1138 года. Последний раз он упоминается с этим титулом в королевской хартии от 24 октября 1138 года . Альфонсо VII вознаградил его за заслуги, предоставив некоторые наследственные владения в Вальдерраме Гутьерре и его жене, а также сестре его жены Санче Диас де Фриас и ее мужу Педро Гонсалесу. Обязанности майордома (лат. maiordomus, исп. mayordomo) не очень хорошо известны, но он явно был самым высокопоставленным из придворных чиновников. Традиционно он, вероятно, отвечал за организацию двора и, возможно, также за управление королевскими владениями, но титул, возможно, был в значительной степени почетным к XII веку, с ежедневными обязанностями, делегированными заместителю или субмайордому. Его пребывание на посту майордома давало Гутьерре возможность путешествовать по всем владениям Альфонсо. Летом 1137 года он и его брат Родриго присоединились к королевской экспедиции по защите Галисии от вторжения португальцев. 26-27 июня 1137 года Гутьерре был в Туе, после того как он был отвоеван у португальцев, а 29 июня он посетил Сантьяго-де-Компостела. Осенью того же года он сопровождал двор через все королевство до восточной границы, где 3 октября находился в Логроньо, 20 октября — в Бургосе, столице Кастилии, и 29 октября — в Нахере, столице Ла-Риохи.
22 февраля 1140 года Гутьерре и его брат Родриго прибыли в Каррион-де-лос-Кондес, чтобы засвидетельствовать заключение договора между Альфонсо VII и графом Раймондом Беренгаром IV Барселонским. 24 июня 1144 года в Леоне Король Гарсиа Рамирес Наваррский женился на незаконнорожденной дочери Альфонсо VII, Урраке Астурийской. Гутьерре, вероятно, присутствовал при этом, поскольку он и Родриго Гомес возглавляли почетный караул, который сопровождал новую пару обратно в столицу Гарсии Памплону после леонских церемоний. Затем в Памплоне был проведен второй ряд торжеств, описанных в хронике Adefonsi imperatoris.
Гутьерре почти постоянно находился при королевском дворе в 1146—1147 годах, когда Альфонсо VII возглавил крупную кампанию по завоеванию мусульманских территорий на юге. За некоторое время до 1151 года деревня Кантавос обратилась к муниципальному совету Альмасана и Гутьерре с просьбой разрешить споры и определить границы деревни. 18 декабря 1152 года Гутьерре был членом совета, который консультировал Альфонсо VII по поводу пересмотра им фуэро Саагуна.

## Владения
Гутьерре Фернандес де Кастро владел несколькими важными феодами (tenencias) от короны, главным образом в Восточной Кастилии, недалеко от границы с Наваррой. Из-за его присутствия при дворе и военной деятельности его надзор за этими территориями обычно должен был носить косвенный характер. Его первым крупным владением была Калаорра, город, который когда-то был частью Наварры и который был расположен к северу от наваррского города Тудела. Он сменил графа Родриго Мартинеса — своего соправителя при Саиф аль-Даула в 1131 году — на посту феодала в Калаорре в 1140 году. Существует множество свидетельств о методах косвенного правления Гутьерре в Калаорре. Еще 26 февраля 1140 года он назначил некоего Мартина Фернандеса своим алькальдом (мэром или местным магистратом). В частной хартии от 1 марта 1142 года говорится о совете из четырех человек (alcaldes de concejo), входящем в состав правительства Калаорры. Мартин Фернандес, вероятно, был родственником Гутьерре из дома Ансурес. В восьми частных документах между 1 апреля 1139 года (вероятно, неправильно датированных) и 1151 годом Мартин упоминается как арендатор (tenens) или викарий (vicarius) Калаорры при Гутьерре . Гутьерре продолжал удерживать Калаорру по крайней мере до 27 февраля 1152 года. Следующий владелец, Фортун Лопес, был назначен к 6 июля 1152 года. Возможно, он был доверенным лицом Гутьерре и до 1134 года удерживал город под властью Альфонсо I Арагонского и Наваррского.
Возможно, еще 23 августа 1132 года Гутьерре владел крепостью Кастрохерис, где он также владел собственностью. Свидетельства о его пребывании там не вполне достоверны: четыре плохо сохранившихся королевских грамоты 1140, 1154 и 1155 годов. Существует, однако, одна хартия от 1146 года, в которой записано, что Гутьерре тогда владел Амайей, Бургосом и Кастрохерисом. Есть еще три частных хартии, которые называют его держателем крепости Амайя (50 км к северо-западу от Бургоса) между 23 апреля 1148 и 1156 годами, а также две дефектные королевские хартии от 1148 года. Возможно, он был алькальдом в Бургосе.
Между 1140 и 1150 годами семь королевских хартий и один частный документ называют Гутьерре «господином в Сории» (domino in Soria), и он, возможно, сохранил его по крайней мере до 1152 года. По состоянию на 26 июля 1148 года Гутьерре принял в Сории нового владельца — Фортуна Лопеса. Примерно в то же время (1148) он получил титул сеньора Роа-де-Дуэро. Он, возможно, даже был назначен «командующим» (аделантадо) диоцеза Осма. В 1145—1146 годах он был сеньором Арнедо. В 1148—1449 годах он удерживал крепость Руэда-де-Халон, которая была сдана Альфонсо VII после посольства Гутьерре в Сайф-аль-Даулу в 1131 году. Эта крепость находилась всего в 35 км к западу от Сарагосы, которую Раймонд Беренгар Барселонский держал в качестве вассала Альфонсо VII. Примерно в это же время исторические хартии начинают фиксировать его пребывание в кастильском сердце, Старой Кастилии. Он упоминается как «принц Кастилии» (princeps Castelle) в императорских грамотах и в частных документах . Обычно его не называли князем (неофициальный титул), и он никогда не имел официального графского титула; его наиболее распространенный титул в королевских документах был просто «потентат» (potestas). Этот титул был использован без какой-либо ссылки на аренду между 1143 и 1150 годами. Более поздняя серия документов называет его «потентат (или власть) в Кастилии» (potestas in Castella) в 1156—1158 годах, вероятно, указывая на новую административную роль в Старой Кастилии в сочетании с событиями наследования 1157 и 1158 годов.
К концу правления короля Альфонсо VII Гутьерре приобрел несколько феодальных владений в окрестностях Паленсии. В частных документах он упоминается как владелец Вильягарсия-де-Кампос (21 февраля 1154 года), Монсон-де-Кампос (19 сентября 1154 года) и Каррион-де-лос-Кондес (1156 года). В каждом из них у него был соправитель (Диего Муньос в Каррионе). Подобно большинству аристократов своего времени, Гутьерре использовал богатство, полученное от своих частных владений и королевских владений, чтобы делать многочисленные пожертвования церквям и монастырям. В личных делах его обычно сопровождала жена Тода. Вместе они основали монастыри Сан-Сальвадор-де-Эль-мораль, где бабушка Тоды, Тереза, удалилась в монашество, и Сан-Кристобаль-де-Ибеас. 5 апреля 1139 года епископ Бургосский Симон III передал монастырь Эль-Мораль Гутьерре, сохранив за собой право епископского надзора. В тот же день Гутьерре и Тода даровали монастырю свободу от всякой гражданской власти, кроме короны, и ввели в нем бенедиктинское правление . Вместе с сестрой Тоды, Майор, и её мужем, Родриго Муньосом де Гусманом, Гутьерре и Тода пожертвовали несколько объектов недвижимости, унаследованных сестрами, аббату Сан-Кристобаля в Ибеас-де-Хуаррос 20 февраля 1151 года. Это частное пожертвование было сделано в присутствии королевского двора, в то время как Альфонсо VII готовился к возможному вторжению в Наварру. Грамота о пожертвовании была засвидетельствована королем и многими придворными, что указывало на положение Гутьерре в Кастилии. К ноябрю того же года Гутьерре ввел в Ибеасе Премонстратенский орден.
23 января 1158 года Гутьерре Фернандес получил во владение замки Сервера, Мудаве и Пьедрас-Неграс. Он продолжал удерживать Кастрохерис до самой своей смерти, будучи назван там сеньором в последний раз 9 июля 1166 года.

## Военная деятельность
Первые зафиксированные военные действия Гутьерре Фернандеса были в войне с Арагоном в начале 1130-х гг. Он участвовал в осаде Кастрохериса в сентябре 1131 года, когда кастильцы вынудили арагонцев сдать эту крепость. Он возглавил кастильские армии, которые захватили Белорадо, Монтес-де-Ока и Граньон у Арагона к 1133 году. В июне и июле 1137 года он участвовал в успешном походе Альфонсо против португальцев в Галисию.
В 1139 году по приказу короля Гутьерре и его брат Родриго начали осаду Орехи, крепости Альморавидов . Братьям было разрешено собрать кавалерию и пехоту в Транс-Сьерра и Транс-Дуэро (Эстремадура). Сюда, вероятно, входили по меньшей мере муниципальные ополченцы Авилы, Саламанки, Сеговии и Толедо . В апреле с этими силами и своими рыцарскими дружинами (меснадами) они окружили крепость Ореха. Король прибыл на осаду в июле с войсками из Кастилии, Галисии и Леона. Это произошло сразу же после того, как Гутьерре вновь основал монастырь в Эль-Морале. 25 июля Гутьерре был с королем в Орехе, и он последовал за ним на юг, когда королевский двор посетил Толедо 14 августа. К 7 сентября он и король вернулись в под осажденную Ореху. Гутьерре оставался там до конца октября или начала ноября, когда альморавидский гарнизон капитулировал.
Гутьерре Фернандес, граф Родриго Гомес и Лопе Лопес вели войну против Наварры в 1140 году. В 1144 году Гутьерре принял участие в королевском набеге на территорию Альморавидов. В 1146 году он присутствовал при первой осаде Кордовы. В декабре того же года он присоединился к королевскому двору в Аревало, готовясь к большой кампании против Альмерии, которую планировал Альфонсо. Судя по свидетельству очевидца Каффаро Ди Рустико да Кашифеллоне, большинство великих сеньоров имели личный отряд из 30-40 рыцарей во время кампании Альмерии 1147 года. Гутьерре, вероятно, не был исключением. Постоянное присутствие Гутьерре в королевской армии подтверждается хартиями, изданными во время её продвижения к Альмерии. О его присутствии в самой осаде свидетельствует его подписка на королевские хартии, изданные в Баэсе 19 августа — до осады — и 25 ноября, когда королевская армия возвращалась после своего успеха.
В 1150 году Гутьерре Фернандес де Кордова участвовал во второй осаде Кордовы, а в 1151 году помог осаждать Хаэн. Гутьерре, вероятно, присоединился к экспедиции Альфонсо против Андухара, Педроша и Санта-Эуфемии в 1155 году . Вместе с ополчением Бургоса он защищал Калаорру от нападения арагонцев в 1159 году, когда был уже стариком. В своей военной карьере он, как сообщается, посвятил в рыцари 50 человек.

## Двор Санчо III
Тесные отношения Гутьерре Фернандеса с Санчо III начались ещё во времена правления его отца. Возможно, ещё в 1134 году, в год рождения Санчо, и, конечно же, к 22 апреля 1145 года Гутьерре и его жена Тода Диас были назначены наставниками (nutritores) инфанта Санчо. В 1150 году Гутьерре все ещё помогал Санчо, когда принц захватил свое собственное суб-королевство, которое его отец дал ему вокруг замка Нахера. Королевская хартия называет Гутьерре «паранимфой» молодого короля (paraninfus Sancii regis). К 20 июля 1153 года Гутьерре сменил Мартина Муньоса на посту майордома Санчо. Молодой король держал небольшой двор, и он часто посещал двор своего отца. 23 июля 1155 года Гутьерре был заменен Гомесом Гонсалесом де Мансанедо.
В 1152 году, получив известие, что король Санчо VI Наваррский угрожает Риохе, Альфонсо VII послал своего сына Санчо в сопровождении Гутьерре и Манрике де Лара, чтобы противостоять королю Наварры. Молодой король прибыл в Сорию с большой армией 27 мая. Санчо двинул свою армию в Калаорру в начале июля, ещё до того, как угроза рассеялась, но так как никаких дальнейших столкновений не зафиксировано, то демонстрации силы должно было быть достаточно, чтобы сдержать короля Наварры.

## Альфонсо VIII и вражда домов Кастро-Лара
После смерти Санчо (31 августа 1158 года) и в соответствии с его предсмертным желанием, если верить Родриго Хименесу, опека над его преемником Альфонсо VIII была возложена на Гутьерре Фернандеса, а регентство в королевстве перешло к графу Манрике Пересу де Лара. Согласно Родриго Хименесу, писавшему полвека спустя, Манрике обманом заставил Гутьерре передать Альфонсо своему дяде, Гарсиа Гарсесу де Аза, якобы для того, чтобы успокоить сторонников Манрике в Новой Кастилии. Затем Гарсия Гарсес де Аза, оказавшийся в затруднительном финансовом положении, был вынужден передать Альфонсо Манрике Пересу де Ларе. Учитывая его многолетний опыт в придворной политике, вряд ли Гутьерре удалось бы так легко одурачить. Он был «человеком преклонного возраста, почтенным и достойным чести» (omne de gran edad et onrrado et de guardar en onrra), и, по словам Primera Crónica General XIV века, Лара обращалась с ним соответственно. Как бы то ни было, молодой король в конце концов перешел в руки Гарсии Гарсеса де Аза и к марту 1161 года находился под непосредственным опекой Манрике. В документе от февраля 1159 года уже говорится, что Гарсия передал короля Альфонсо VIII под контроль Манрике. Начиная с ноября имеются противоречивые сведения об опекуне Альфонсо. Королевская грамота, засвидетельствованная Гутьерре, была также засвидетельствована Гарсией перед всеми другими свидетелями, включая графа Манрике, что было возможно только в том случае, если Гарсия был опекуном короля. В этом документе суд собрался в Бургосе, управляемом Гутьерре, чтобы подтвердить пожертвование покойной сестры Альфонсо VII Санчи Раймундес. В документе из Сан-Сальвадор-де-Эль-Мораль от 18 ноября 1159 года Гутьерре упоминается как «королевский провост» (prepositus regni), но эта хартия является более поздней копией и может быть ненадежной.
Есть некоторые свидетельства того, что королевство Кастилия было разделено между Манрике и Гутьерре после смерти Санчо, как часть соглашения, которое передало контроль над Альфонсо VIII Гарсии Гарсес. В хартии от 24 апреля 1159 года говорится, что Гутьерре был «властью в Кастилии» (potestas in Castella), а в другой хартии от 31 января 1160 года, дарованной Сан-Сальвадору-де-Эль-Мораль, Манрике описывается как правящий в Толедо и транс-Дуэро, в то время как Гутьерре правил в самой Кастилии (Старая Кастилия). Гутьерре не принимал участия в войне, которую вели его племянники — Фернандо Родригес, Педро Родригес, Альваро Родригес и Гутьерре Родригес против рода Лара. В декабре 1159 года он находился с родом Лара, чтобы засвидетельствовать пожертвование Гарсии Гарсеса собору Бургоса, и он не участвовал в битве при Лобрегале в марте 1160 года, где Фернандо Родригес победил брата Манрике, Нуньо Переса де Лару. После своей победы Фернандо бежал ко двору короля Фердинанда II Леонского. Гутьерре, по-видимому, вмешался, чтобы вернуть его в Кастилию, так как 11 июля дядя и племянник были оба при дворе Альфонсо VIII. Он продолжал поддерживать Манрике, став свидетелем королевской грамоты для рыцарей-госпитальеров в январе 1162 года и посещают королевский двор, который посетил центр рода Лара в Транс-Дуэро в 1161 году. Позднее в 1162 году, Гутьерре стал свидетелем пожертвования Лопе Диаса де Аро монастырю Санта-Мария-де-ла-Вид. Этот дар значителен, потому что он был заключен при королевском дворе, и главы двух главных соперничающих семей Ларов, Кастро и Аро, присутствовали оба.
9 июня 1163 года Гутьерре вернулся ко двору короля Альфонсо VIII, чтобы засвидетельствовать предоставление привилегии епископу Раймонду Паленсийскому, который вместе с Гутьерре участвовал в демонстрации силы Санчо III в Нахере в 1152 году. После битвы при Уэте (1164), в котором его племянник Фернандо Родригес во второй раз победил род Лара и граф Манрике потерял свою жизнь, Гутьерре принял передачу регентства брату Манрике Нуньо. Он был с королевским двором после 6 августа, когда тот направлялся в Леон для переговоров с Фердинандом II, который все ещё поддерживал Фернандо Родригеса и Кастро. 6 сентября оба королевских двора встретились в Саагуне. Они оставались до октября, Фердинанд II пообещал не вмешиваться в дела Кастилии, а Нуньо согласился отпустить Фернандо обратно в королевство. Гутьерре Фернандес де Кастро присутствовал повсюду, вероятно, вмешиваясь от имени своего племянника. Последний окончательно вернулся ко двору 4 февраля 1165 года, когда он присутствовал при дворе вместе со своим дядей. После 19 июля 1166 года, своего последнего появления при дворе, Гутьерре, по-видимому, удалился на покой. После этого его племянник Фернандо Родригес также перестал посещать кастильский двор. Владения Кастрохерис и Амайя, которыми Гутьерре, вероятно, владел до самой своей смерти, перешли к Нуньо де Лара в 1173 году.
Дата смерти Гутьерре неизвестна. Он мог умереть в 1166 году или даже после мая 1169 года. Нет никаких сведений о его жене после 1 июля 1156 года, и она, возможно, умерла раньше него. У них не осталось детей — «и у него была жена по имени Теода, от которой он не получил потомства», по словам Родриго Хименеса, — хотя у них, возможно, был сын, умерший в возрасте трех лет. Наследниками его обширных владений и поместий были его племянники. Его похоронили в Сан-Кристобаль-де-Ибеасе. Родриго Хименес сообщает, что Манрике освободил Гутьерре после того, как взял под свой контроль молодого Альфонсо VIII, и пригрозил посмертно судить его за измену, если его племянники не сдадут свои владения короне. Эта история, повторенная в Chronica latina regum Castellae («Латинская Хроника королей Кастилии») и Primera Crónica, невозможна, так как Манрике умер в 1164 году, до Гутьерре.